# P'aedo
Le P'aedo ou Eunjangdo (hangeul : 은장도 ; hanja : 銀粧刀)) est un type de couteau de défense de l'ère Joseon en Corée. Utilisée par les femmes de l'aristocratie, son usage tend à se rependre dans les couches subalternes de la population dans le sud du pays. Le P'aedo a pour objectif premier de permettre aux femmes de protéger leurs vertus ou leurs honneurs par le suicide, tels qu'attendu d'elles dans le modèle de société néoconfucéen. Ce couteau est aussi utilisé pour la défense.

## Sources
1. ↑  Michael J. Seth 2010, p. 163